# Антон Мирчев
Антон Мирчев Илиев, известен и като Мирчич, е руски революционер, комунист.

## Биография
Антон Мирчев е роден през 1890 година в дебърското мияшко село Тресонче, което тогава е в Османската империя. Емигрира в Русия през 1906 година.
От 1917 година е работник в столицата Петроград и след Февруарската революция е на страната на болшевиките, като през октомври участва в овладяването на Зимния дворец в Петроград. През 1918 г. става член на ВКП (б). През есента същата година участва в основаването на Българската комунистическа група към Петроградския губернски комитет на ВКП (б). През януари 1918 година се формира група от балкански комунисти, сред които са Михаил Антонов, Владимир Каваев, Елена Каваева, в която взема участие. Работи в Петроградския съвет по продоволствието през 1918 – 1919 година.
На следната 1920 година като комунистически емисар посещава Югославия и България. Връща се в Съветска Русия, завършва висше образование по инженерство и участва в изграждането на Магнитогорския металургичен комбинат.